# 840 Zenobia
För andra betydelser, se Zenobia (olika betydelser).
840 Zenobia eller 1916 AK är en asteroid i huvudbältet, som upptäcktes 25 september 1916 av den tyske astronomen Max Wolf i Heidelberg. Den är uppkallad efter den slaviska gudinnan Zenobia.
Asteroiden har en diameter på ungefär 27 kilometer.